# Municipio de Coyuca de Catalán
El municipio de Coyuca de Catalán es uno de los 85 municipios que integran el estado mexicano de Guerrero. Forma parte de la región de Tierra Caliente de dicha entidad y su cabecera es la ciudad de Coyuca de Catalán.

## Geografía

### Localización y extensión
El municipio de Coyuca de Catalán se localiza al noroeste del estado de Guerrero, en la región geoeconómica de Tierra Caliente; entre las coordenadas geográficas 17°43′ y 18°28′ de latitud norte, y los meridianos 100°38′ y 101°25′ de longitud oeste, con respecto del meridiano de Greenwich. Posee una extensión territorial de 2136 kilómetros cuadrados lo que lo coloca como el segundo municipio más extenso en territorio de la entidad, solo superado por Coahuayutla de José María Izazaga. Sus colindancias territoriales son al norte con el municipio de Pungarabato y el estado de Michoacán; al sur con el municipio de Zihuatanejo de Azueta, el municipio de Petatlán y Técpan de Galeana; al este con Ajuchitlán del Progreso y al oeste con Zirándaro y Coahuayutla de José María Izazaga.

#### Flora
Dentro de la flora que se encuentra en el municipio, esta se compone en la zona sur, en la sierra y zonas altas del municipio por árboles del grupo pinidae de la familia pinaceae, principalmente por pinos, encinos, cedros y cedros rojos. Al norte del municipio, en las altitudes más bajas con mayor urbanización y cercanas a la cabecera municipal, la vegetación está compuesta por mezquites, cuéramo, huizache, cutaz, cahuina, cuirindal, cacanicua, parota, tepeguaje, ceiba, palma, además de una gran variedad de cactus y pinos introducidos por los humanos en la cabecera.

#### Fauna
En la fauna es posible encontrar especies endémicas de la región, así como algunas introducidas para ganado, como los caballos, burros y ovejas. Dentro de las especies no domesticadas, en las partes boscosas frías de la sierra y el matorral cálido se encuentran el venado, zorro, armadillo, conejo, coyote, águila, cuervo, gavilán, codorniz, perico, urraca, víbora de cascabel, cuinique, carpa, mojarra, escorpión, tejón, iguana, cuija, puma, zopilote, tlacuache, jaguares, lagarto cornudo, phrynosoma, chachalaca, xoloitzcuintle, caimán y tilapia. Dentro de la cuenca de los ríos y arroyos se encuentran especies de mojarras y langostinos de agua dulce.

## Demografía

### Población
Conforme al Censo de Población y Vivienda 2020 realizado por el Instituto Nacional de Estadística y Geografía (INEGI) con fecha censal del 27 de marzo de 2020, el municipio de Coyuca de Catalán contaba hasta ese año con un total de 38 554 habitantes, de dicha cifra, 18 939 eran hombres y 19 615 eran mujeres. Resultando una tasa de crecimiento poblacional negativa respecto a 2010.
De la población del municipio, 2746 refiere a personas nacidas en otros estados, siendo la mayoría de estados cercanos como Michoacán, Morelos y el Estado de México. Asimismo, el censo de 2020 arrojó que de la población del municipio, 414 corresponde a población extranjera, siento 311 nacidos en Estados Unidos, 41 hondureños, 24 cubanos y el resto correspondiendo a otros países, siendo el octavo municipio con mayor población extranjera en el estado de Guerrero.
Cerca del 50% de la población del municipio es mestiza, seguida de la población afromexicana (segundo mayor grupo) y caucásica complementando el restante 50% de manera equitativa; por último en el municipio existe una muy reducida o nula población indígena, al igual que en el resto de la región de la Tierra Caliente, principalmente purépecha.
Finalmente, la mayoría de la población profesa la religión católica; también hay una considerable población de religiones cristianas protestantes y minorías muy reducidas de no creyentes y judíos.

### Localidades
En el censo de 2020 el municipio de Coyuca de Catalán contaba con 302 localidades.
| Código INEGI      | Localidad           | Población (2020) |
| ----------------- | ------------------- | ---------------- |
| 120220001         | Coyuca de Catalán   | 7 276            |
| 120220003         | Amuco de la Reforma | 2 868            |
| 120220072         | Paso de Arena       | 1 909            |
| 120220079         | Placeres del Oro    | 1 489            |
| 120220106         | Santa Teresa        | 1 259            |
| Otras localidades | Otras localidades   | 23 753           |
| Total municipal   | Total municipal     | 38 554           |

## Política y gobierno

### Administración municipal
El gobierno del municipio está conformado por un ayuntamiento, integrado por un presidente municipal, un síndico procurador, cuatro regidores de mayoría relativa y dos regidores de representación proporcional. Todos son electos mediante una planilla única para un periodo de tres años no renovables para el periodo inmediato, pero si de manera no continúa. Actualmente el municipio es gobernado por el Partido de la Revolución Democrática (PRD) luego de haber triunfado en las elecciones estatales de 2021.

### Representación legislativa
Para la elección de los Diputados locales al Congreso de Guerrero y de los Diputados federales a la Cámara de Diputados de México, Coyuca de Catalán se encuentra integrado en los siguientes distritos electorales:
Local:
- Distrito Electoral Local 17 de Guerrero con cabecera en Coyuca de Catalán.[10][11]

Federal:
- Distrito electoral Federal 1 de Guerrero con cabecera en Ciudad Altamirano.[12]

### Cronología de presidentes municipales

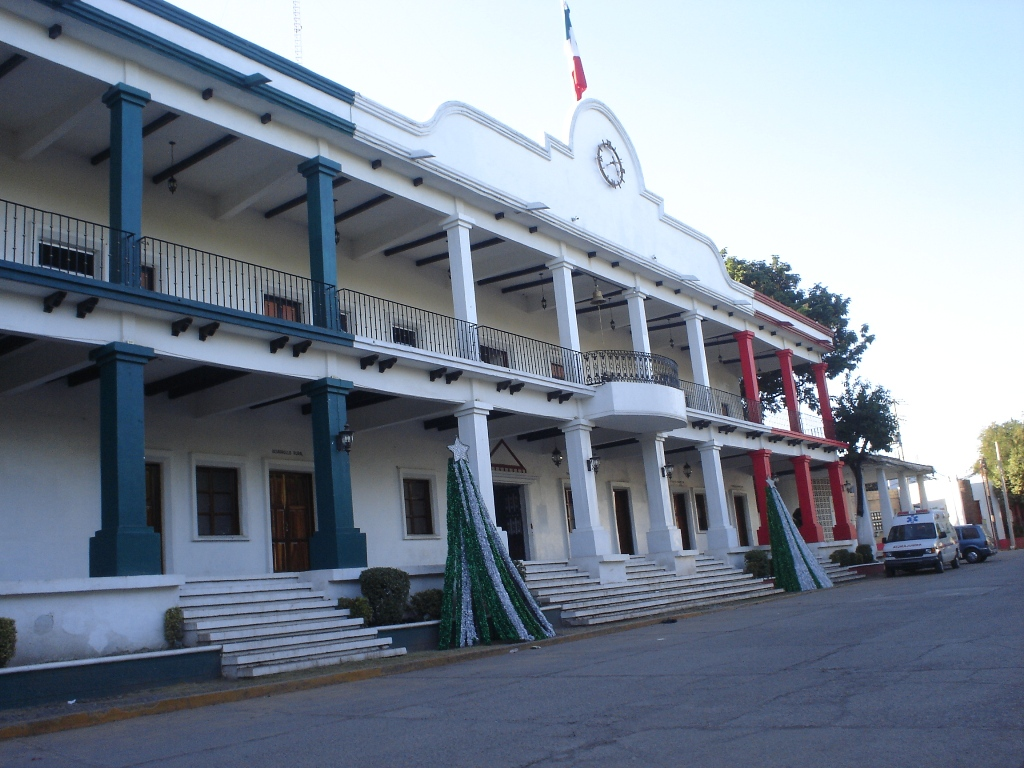
Ayuntamiento de Coyuca de Catalán en 2006

| Período   | Mandatario                        |
| 1963-1965 | Enrique Gomezcaña Nájera          |
| 1966-1968 | Joel Antuñez Barrera              |
| 1969-1971 | José Garibaldi Gómez Huerta       |
| 1972-1974 | Humberto Nájera Gomezcaña         |
| 1975-1977 | Alicia Buitrón Brugada            |
| 1978-1980 | Luis Brugada Echeverría           |
| 1981-1983 | Celestino Araujo Goicochea        |
| 1984-1986 | José Gómez Sauzo                  |
| 1987-1989 | Ignacio Domínguez Morales         |
| 1990-1993 | Salathiel Romero Martínez         |
| 1993-1996 | Martín Montaño Buitrón            |
| 1996-1999 | Abel Echeverría Pineda            |
| 1999-2002 | Rafael Higuera Sandoval           |
| 2002-2005 | Alfonso Manjarrez Gómez           |
| 2005      | Andrés Peralta Santamaría         |
| 2005      | Felipe de Jesús Cabrera Hernández |
| 2005-2008 | Orbelín Pineda Maldonado          |
| 2008      | Francisco Chávez Araujo           |
| 2009-2012 | Eli Camacho Goicochea             |
| 2012      | Gerzain Chávez Gómez              |
| 2012-2015 | Rey Hilario Serrano               |
| 2015-2018 | Abel Montufar Mendoza             |
| 2018      | Juvenal Pineda Pineda             |
| 2018-2024 | Eusebio Echeverría Tabares        |
| 2024-2027 | María Esbeydi Echeverría García   |

- Fuente:[13]